# 陳景虹
陳景虹（1942年1月29日—），腦神經化學家，台灣中央研究院院士，南加州大學醫學院講座教授、傑出教授。以對人類腦神經的研究而最為知名，有「MAO基因之母」美譽。
陳景虹出生在中國大陸，八歲時全家來到台灣。自國語實小、台北市立第一女中畢業。進入在當時人文薈萃的台灣大學農化系。1968年，取得河濱加州大學生化系、洛杉磯加州大學合作博士班博士。歷任南加州大學醫學院教授兼生物組主任、腦神經化學講座教授、大學傑出教授，美國國家科學院講座教授、傑出學者，美國國家科學院國際腦神經研究委員、副主席，美國華人生物科學學會（SCBA）會長，美國神經藥理心理學會會士，台灣中央研究院第24屆院士。

## 外部連結
- 陳景虹院士基本資料